# Lluís Alcanyís
Lluís Alcanyís, también Luis Alcanyis o Luis Alcañiz, (Játiva, La Costera, siglo XV - Valencia, 1506) fue un poeta y médico valenciano.
De familia judía conversa, ocupa la primera cátedra de medicina a la reciente creada Universidad de Valencia. Muy poco de su actividad literaria se ha conservado; por ejemplo, Regiment preservatiu e curatiu de la pestilencia, compost por meste Luis Alcanys mestre en medecina, una serie de indicaciones para prevenir y curar la peste. 
La Inquisición instaurada por los Reyes Católicos pocos años antes lo acusó de practicar el judaísmo a él y a su mujer. Murieron los dos quemados en la hoguera el 1506.
Actualmente el hospital de Játiva lleva su nombre, así como una Fundación de la Universitat de València con diversas clínicas.